# Cupa Mondială de Baschet Masculin din 2019 - Grupa A
Grupa A de la Cupa Mondială de Baschet Masculin din 2019 a fost o grupă preliminară din cadrul Cupei Mondiale de Baschet Masculin din 2019 care și-a desfășurat meciurile la Wukesong Arena, Beijing. Echipele care au făcut parte din această grupă au fost: China, Coasta de Fildeș, Polonia și Venezuela. Fiecare echipă a jucat cu fiecare echipă, primele două s-au calificat pentru a doua rundă, iar ultimele două pentru stabilirea clasamentului.

## Clasament
| Loc | Echipa           | MJ | V | Î | PM  | PP  | PD  | Pct | Calificare                               |
| --- | ---------------- | -- | - | - | --- | --- | --- | --- | ---------------------------------------- |
| 1   | Polonia          | 3  | 3 | 0 | 239 | 208 | +31 | 6   | Avansează în Etapa a doua                |
| 2   | Venezuela        | 3  | 2 | 1 | 228 | 210 | +18 | 5   | Avansează în Etapa a doua                |
| 3   | China (H)        | 3  | 1 | 2 | 205 | 206 | −1  | 4   | Calificare pentru meciurile de clasament |
| 4   | Coasta de Fildeș | 3  | 0 | 3 | 189 | 237 | −48 | 3   | Calificare pentru meciurile de clasament |

## Meciuri

### Polonia vs. Venezuela
| 31 august 2019 16:00 |

| Boxscore |

| Polonia                                               | 80–69 | Venezuela                                    |
| Scorul pe sferturi: 22–24, 22–12, 16–15, 20–18        |       |                                              |
| Pt: Sokołowski 16 Rec: Hrycaniuk 10 Pase: Slaughter 5 |       | Pt: Chourio 15 Rec: Ruiz 10 Pase: Guillent 8 |

### Coasta de Fildeș vs. China
| 31 august 2019 20:00 |

| Boxscore |

| Coasta de Fildeș                                        | 55–70 | China                                 |
| Scorul pe sferturi: 16–14, 13–15, 12–22, 14–19          |       |                                       |
| Pt: Edi 10 Rec: Koné, Thompson 8 Pase: Diabate, Pamba 3 |       | Pt: Yi 19 Rec: Yi, Zhai 8 Pase: Guo 9 |

### Venezuela vs. Coasta de Fildeș
| 2 septembrie 2019 16:00 |

| Boxscore |

| Venezuela                                      | 87–71 | Coasta de Fildeș                                  |
| Scorul pe sferturi: 26–17, 23–15, 24–24, 14–15 |       |                                                   |
| Pt: Guillent 31 Rec: Ruiz 8 Pase: Guillent 7   |       | Pt: Abouo 16 Rec: Pamba 6 Pase: Diabate, Fofana 4 |

### China vs. Polonia
| 2 septembrie 2019 20:00 |

| Boxscore |

| China                                                         | 76–79 (OT) | Polonia                                         |
| Scorul pe sferturi: 25–15, 10–24, 19–18, 18–15, Overtime: 4–7 |            |                                                 |
| Pt: Yi 24 Rec: Wang 9 Pase: Guo, Zhao J. 4                    |            | Pt: Ponitka 25 Rec: Ponitka 9 Pase: Slaughter 4 |

### Coasta de Fildeș vs. Polonia
| 4 septembrie 2019 16:00 |

| Boxscore |

| Coasta de Fildeș                                    | 63–80 | Polonia                                         |
| Scorul pe sferturi: 24–20, 8–16, 17–19, 14–25       |       |                                                 |
| Pt: Abouo 23 Rec: Abouo, Thompson 6 Pase: Diabate 6 |       | Pt: Waczyński 16 Rec: Kulig 7 Pase: Waczyński 6 |

### Venezuela vs. China
| 4 septembrie 2019 20:00 |

| Boxscore |

| Venezuela                                                | 72–59 | China                              |
| Scorul pe sferturi: 18–10, 15–13, 18–18, 21–18           |       |                                    |
| Pt: Guillent 15 Rec: Colmenares, Ruiz 7 Pase: Guillent 8 |       | Pt: Fang 13 Rec: Yi 8 Pase: Zhao 4 |